# Democràcia Cristiana Basca
Democràcia Cristiana Basca (DCV) (en basc Euskal Kristau Demokrazia, EKD) va ser un partit polític basc democristià de l'època de la Transició espanyola. No era un partit nacionalista, però donava suport la concessió d'autonomia al País Basc, l'únic partit de centredreta no nacionalista que ho feia al començament de la Transició. Els seus principals dirigents van ser Julen Guimón Ugartetxea i Fernando Buesa Blanco.
Creat en 1976 i legalitzat a principis de 1977, va ser un dels signants del denominat "Compromís autonòmic" el maig de 1977 (juntament amb PNB, PSE-PSOE, ANV, PCE i ESEI), on s'acordava que fossin els parlamentaris bascos i navarresos sortits de les eleccions qui redactessin el futur estatut d'autonomia.
Va participar en la primeres eleccions generals espanyoles (1977) en les tres circumscripcions basques, però no a Navarra. Va obtenir uns resultats molt minsos, poc més de 25.000 vots i un 2,58% de l'electorat, la vuitena força política del País Basc i deixant-la fora de la representació parlamentària. A Guipúscoa, on no es van presentar candidatures de UCD, ni d'AP, a causa de la pressió terrorista, va obtenir un 5,02% dels sufragis, encara que també lluny de la representació parlamentària.
Els mals resultats electorals van dur a la desaparició d'aquesta formació política que pretenia ocupar un espai de centre autonomista en la política basca, allunyat del nacionalisme basc, però també de la tutela dels grans partits estatals. La major part dels seus militants van acabar a UCD, encara que algun d'ells, com l'alabès Fernando Buesa Blanco (assassinat per ETA en 2000) acabaria militant en el PSE-PSOE. A pesar de dur gairebé tres dècades inactiu DCV-EKD segueix figurant en el registre de partits polítics del Ministeri de l'Interior.